# DB Projekt Verkehrsbau
Die DB Projekt Verkehrsbau GmbH (PVB) war eine von 2000 bis 2002 bestehende Tochtergesellschaft der Deutschen Bahn für Planung und Bau von Eisenbahn-Infrastrukturprojekten. Das Unternehmen ging 2002 in der DB ProjektBau auf.
Das Unternehmen verantwortete zahlreiche Eisenbahn-Großprojekte, darunter beispielsweise die Neuordnung des Eisenbahnknotens Berlin (mit dem Berliner Hauptbahnhof), den Ausbau der Sachsen-Franken-Magistrale sowie die Ausbaustrecke Leipzig–Dresden.

## Geschichte
Im Jahr 2000 wurde die DB Verkehrsbau GmbH Knoten Berlin auf die Planungsgesellschaft Bahnbau Deutsche Einheit GmbH verschmolzen und in DB Projekt Verkehrsbau GmbH umfirmiert. Die hundertprozentige Tochtergesellschaft der DB Netz beschäftigte Anfang 2002 rund 800 Mitarbeiter.
Das Unternehmen ging im Sommer 2002, rückwirkend zum 1. Januar 2002, in der DB ProjektBau auf.
Als Geschäftsführer fungierte Anfang 2002 Siegfried Knüpfer.